# Association internationale des travailleurs
Pour la confédération syndicaliste anarcho-syndicaliste de 1922, voir Association internationale des travailleurs (anarcho-syndicaliste).
Pour les articles homonymes, voir AIT.
L'Association internationale des travailleurs (AIT) est le nom officiel de la Première Internationale, fondée le 28 septembre 1864 à Londres au Saint-Martin's Hall.
Créée principalement à l'initiative de travailleurs et de militants français, anglais, allemands et italiens, son objectif premier est de coordonner le développement du mouvement ouvrier naissant dans les pays européens récemment industrialisés.
Malgré les répressions gouvernementales, elle connaît un succès rapide et se constitue en sections nationales dans plusieurs pays dont la Suisse, la Belgique, la France, l'Allemagne et, à partir de 1867, l'Italie, l'Espagne, les Pays-Bas, l'Autriche ou les États-Unis.
En 1869, un débat divise l'AIT entre partisans de Karl Marx, dont Léo Frankel, favorables à une gestion plus centralisée de l'association et à la création de véritables partis politiques, et les antiautoritaristes radicaux réunis autour de l'anarchiste Mikhaïl Bakounine. Le débat reste contenu de 1869 à la Commune de Paris.
En 1871, la défaite de la Commune de Paris et la répression qui la suit accentue les divisions et provoque la rupture définitive entre les deux tendances. Bakounine est exclu par le congrès de La Haye en 1872. Il crée alors avec ses camarades libertaires, l'Internationale anti-autoritaire et la Fédération jurassienne à Saint-Imier.
La Première Internationale disparaît en 1876. Elle est prolongée, en 1889, par l'Internationale ouvrière.

## Historique

### Débuts

#### Précurseurs
L'internationalisme dans son acception moderne se place dans la continuité idéologique des mouvements révolutionnaires de 1848. À partir du milieu du XIXe siècle, différentes organisations fortement marquées par les idéaux démocratiques et pacifistes de la bourgeoisie progressiste voient le jour.
En 1834, la Jeune Europe de Giuseppe Mazzini se veut la préfiguration d'une fédération républicaine à l'échelle européenne, mais cette entreprise d'abord politique reste attachée avant tout à un programme républicain et libéral. Si les circulations transnationales que ses membres tissent dans les exils et les proscriptions préparent sans doute les esprits à la nécessité d'une vaste organisation internationale, elle reste assez étrangère à l'identité ouvrière et anticapitaliste de l'AIT.
D'après James Guillaume, dans son ouvrage sur l'histoire de l'AIT : L’Internationale, documents et souvenirs, (1864-1878), les racines les plus anciennes préfigurant l'Association internationale des travailleurs sont : d'une part la Ligue des communistes de 1847, à laquelle participent Marx et Engels, et d'autre part l'Union des associations fraternelles dans le Paris de la Seconde République, menée par Jeanne Deroin, Pauline Roland et Delbrouck. La Ligue des communistes exprime le programme politique le plus avancé dans son Manifeste, mettant en avant la devise « Prolétaires de tous les pays, unissez-vous ! » et la communauté des prolétaires au-delà des nationalités. Tandis que l'héritage associationiste français, dont l'Union est l'expression la plus aboutie, représente la capacité autonome de la classe prolétaire à s'organiser pour construire elle-même les instruments de son émancipation, affichant comme but l'abolition du salariat. Les échanges entre ces héritages après les échecs du Printemps des peuples, notamment parmi les proscrits de Londres, donnent naissance à des initiatives pour constituer des associations qui réunissent des représentants des différentes nationalités.
Avec une orientation socialiste marquée, l'Association internationale est ainsi fondée à Londres en 1855 par des proscrits socialistes français, allemands, polonais, anglais et belges. Elle dure quatre ans mais reste embryonnaire. Elle est dissoute à la suite des dissensions de certains membres souhaitant l'abolition du comité permanent.
En 1867, en réaction aux menaces de guerre entre la France et la Prusse, la Ligue de la paix et de la liberté, à laquelle Victor Hugo, entre autres, a appartenu, milite pour la création des États-Unis d'Europe.
L'Association internationale des travailleurs adopte un point de vue tout différent : principalement composée de prolétaires, elle se donne pour objectif de les unir dans la lutte qu'ils mènent pour leur émancipation sociale, au-delà des divisions artificielles créées par les frontières des États-nations. La fondation de la Première Internationale marque ainsi la rupture du mouvement socialiste avec le républicanisme et constitue à ce titre une étape importante de l'histoire du socialisme.
La première Internationale est la première association à réunir un caractère de classe et d'universalité, représentées par l'affirmation « L'émancipation des travailleurs doit être l'œuvre des travailleurs eux-mêmes » et le slogan « Prolétaires de tous les pays unissez-vous ! ».

#### Fondation de l'AIT

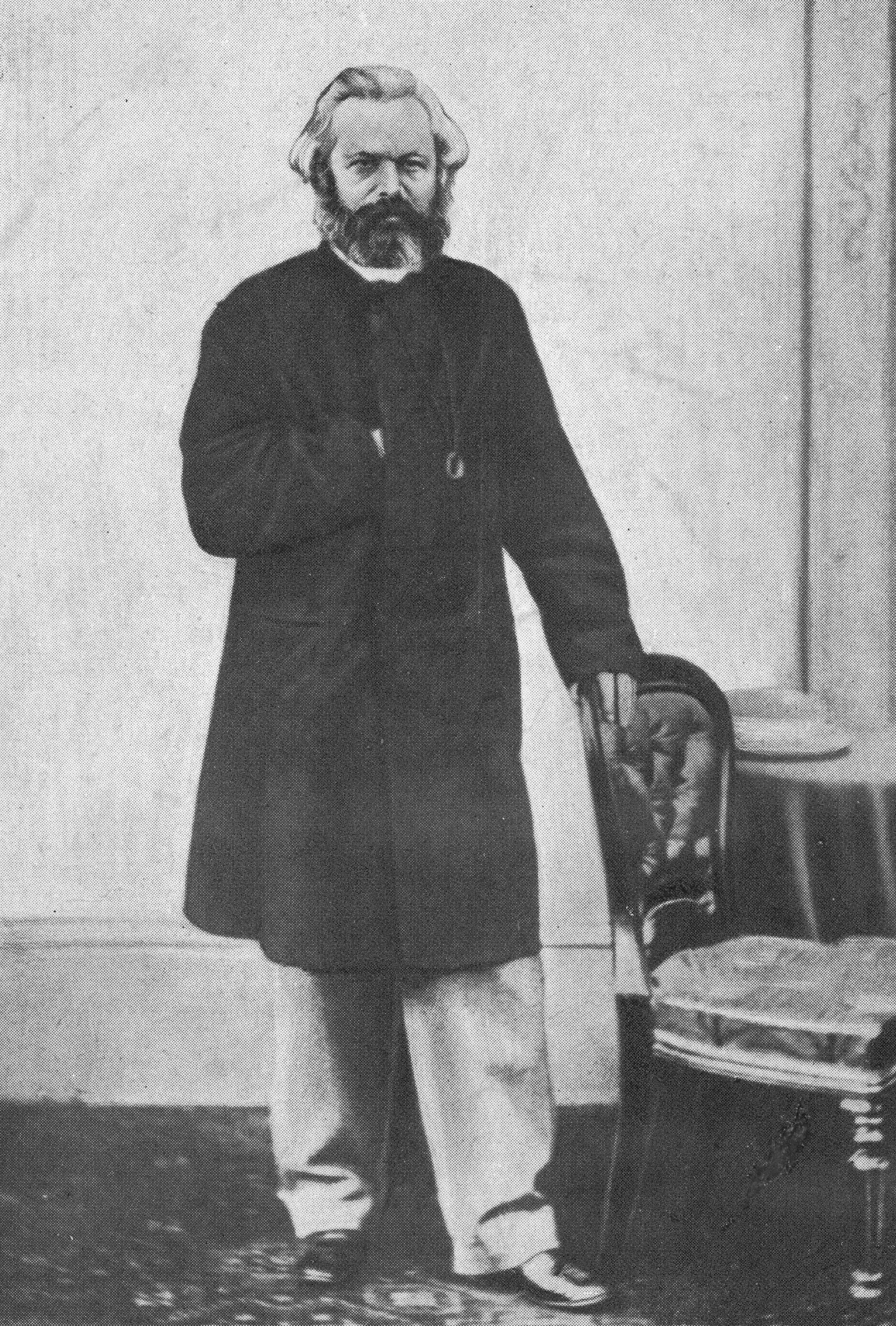
Karl Marx à l'époque de la Première Internationale.

En 1862, du 19 juillet au 15 octobre, le gouvernement français envoie une délégation de cinq cent cinquante ouvriers à Londres lors de l'exposition universelle pour étudier les produits et procédés de l'industrie anglaise. Cette délégation entre alors en contact avec le Conseil londonien des syndicats. Les échanges nés de cette rencontre permettent d'organiser l'année suivante un meeting de solidarité commun en faveur de la Révolution polonaise le 22 juillet 1863 à Londres auquel participèrent les syndicalistes anglais (dont George Potter (en) et George Odger) et parisiens (parmi lesquels figure Henri Tolain). Ces rencontres aboutissent à la rédaction d'une adresse des ouvriers britanniques à leurs homologues français. Celle-ci en appelle à la coopération internationale entre ouvriers, avec pour objectifs principaux de peser sur la politique étrangère des gouvernements afin de soutenir les mouvements de libération nationale et de lutter contre la mise en concurrence des travailleurs à l’échelle internationale, essentiellement contre le recrutement de main-d’œuvre étrangère pour briser les grèves ou tirer les salaires vers le bas.
Le 28 septembre 1864, un congrès ouvrier européen se tient au Saint-Martin's Hall de Londres à l’initiative des ouvriers britanniques des Trade Unions. La décision y est prise de créer l'Association internationale des travailleurs (appelée plus tard « Première Internationale »), qui unit des éléments du mouvement ouvrier de divers pays.
Le meeting du Saint-Martin's Hall décide de la création d'un Comité central (Central Council). Ce dernier publie en anglais, rédigés par Karl Marx, une Adresse inaugurale et des statuts provisoires (Provisional rules) dans lesquels l'AIT affirme que « l'émancipation des travailleurs doit être l'œuvre des travailleurs eux-mêmes » et déclare agir « pour l'émancipation définitive de la classe travailleuse, c'est-à-dire pour l'abolition définitive du salariat ».
Les éléments constitutifs de l'Internationale sont au départ très hétérogènes :
- tout d'abord, il y a les syndicalistes anglais, réformistes, modérés, qui gèrent prudemment de riches fonds de grèves. Ils travaillent à l'amélioration des conditions de vie de la classe ouvrière mais font peu référence au socialisme. L'Association internationale les intéresse sur un plan corporatif si elle parvient à empêcher l'introduction en Grande-Bretagne d'ouvriers du continent venant briser les grèves ou faire tendre les salaires à la baisse[1] ;
- côté français, les militants qui participent à la naissance de l'AIT sont davantage issus du monde de l'artisanat que du prolétariat moderne. Ils sont fortement influencés par Proudhon. Ils représentent un mouvement ouvrier qui renaît depuis peu grâce à la libéralisation de l'Empire : la loi du 25 mai 1864 vient de supprimer le délit de coalition en vigueur depuis la Révolution française (loi Le Chapelier du 14 juin 1791) et Napoléon III n'oppose aucun obstacle aux prémices de l'Internationale ;
- de nombreux représentants de la démocratie « à la mode de 1848 », à commencer par les mazziniens, sympathisent avec la cause de l'Internationale et y adhèrent[12].

#### Congrès de Genève (1866)

Participants au premier congrès de l'Alliance Internationale des Travailleurs à Genève du 3 au 8 septembre 1866 à la brasserie Treiber. La photographie est issue d'un photomontage.

Le premier congrès de l'Association internationale des travailleurs, d'après ses statuts provisoires, devait se tenir en Belgique en 1865. Mais le Conseil général estime que la tenue d'un congrès en 1865 serait prématurée, d'autant plus que la Belgique vient de voter une loi contre les étrangers qui risque de compromettre l'accueil des délégués. Une simple conférence se réunit à Londres du 25 au 29 septembre 1865. Celle-ci décide que le premier congrès se tiendra à Genève au printemps. À la demande des Genevois, il est repoussé à l'automne et se tient du 3 au 8 septembre 1866,.

##### Naissance de la section de l'Internationale russe à Genève et premières tensions entre Bakounine et marxistes

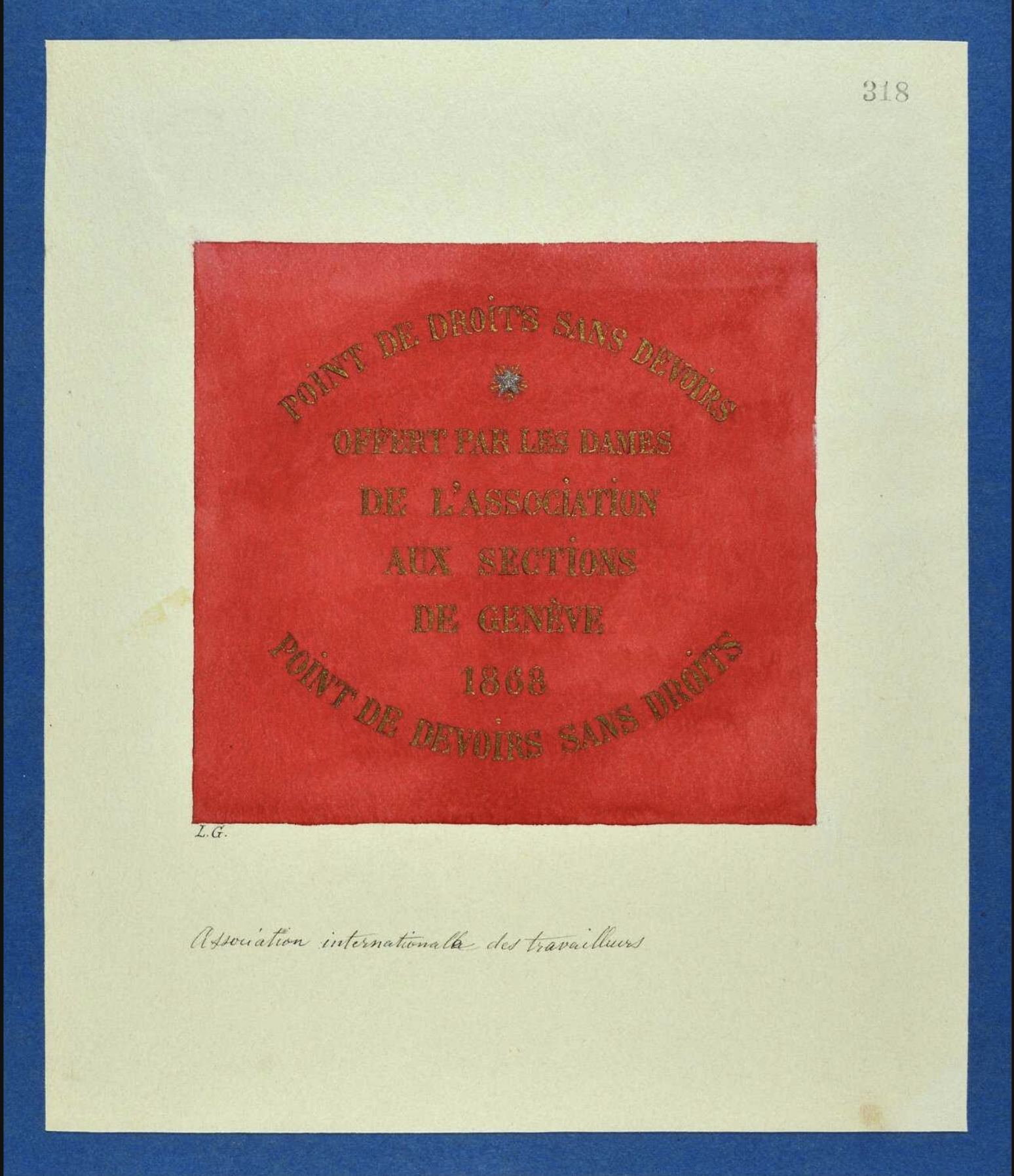
Drapeau de la section genevoise de l'Association internationale des travailleurs (1868) offert par les femmes de l'association avec l'inscription «pas de devoirs sans droits, pas de droits sans devoirs».

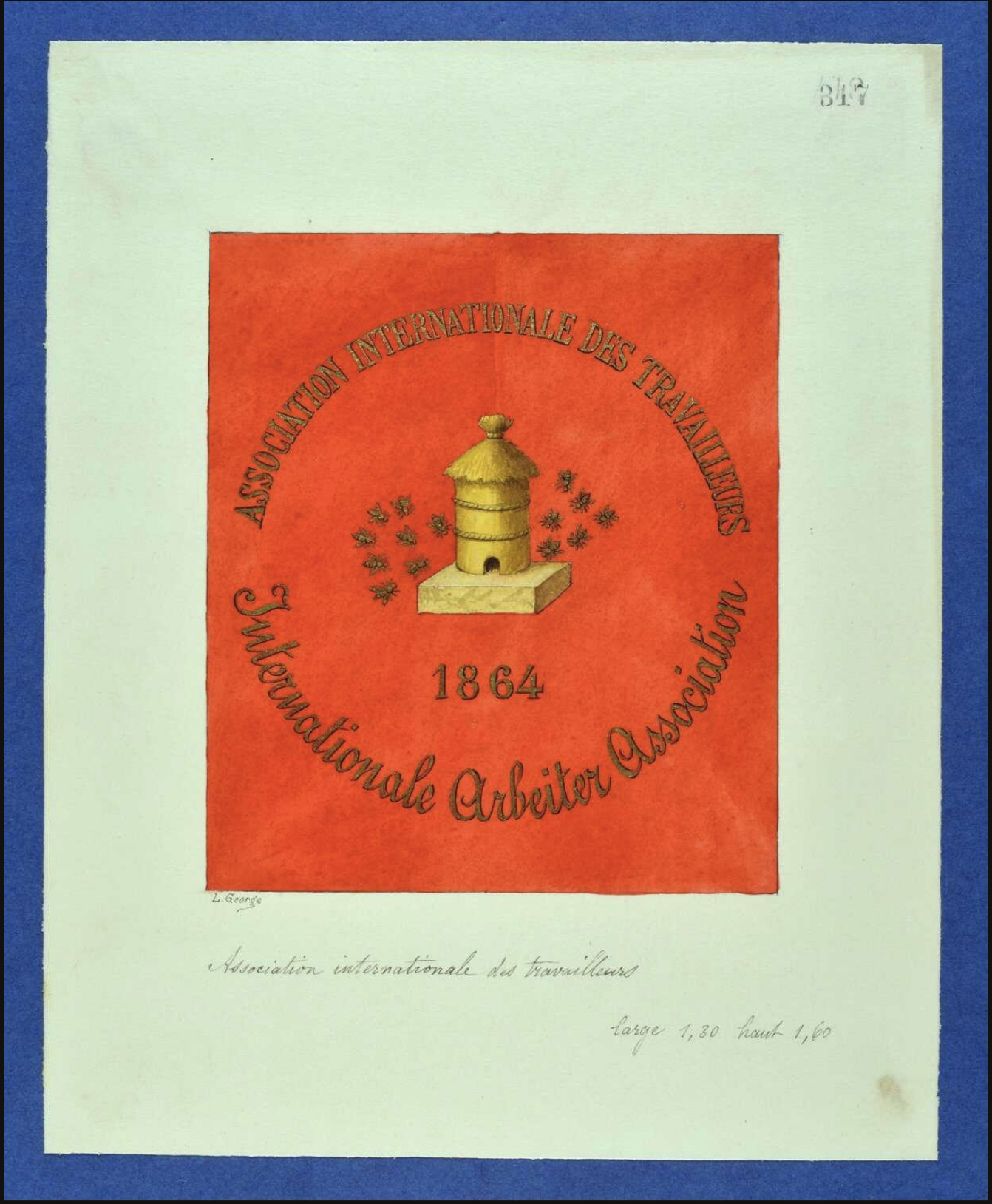
Drapeau genevois de l'Association Internationale des travailleurs en 1864.

À Genève durant cette période se trouve un groupe russe de révolutionnaires en exil, parmi lesquels figurent Nicolas Outine (proche de Marx) et Michail Bakounine qui rapidement entrent en conflits autour de la collaboration à la publication à Genève du journal Narodnoïe delo (La cause du peuple). Le journal est fondé après le congrès de la Ligue de la paix et de la liberté en 1867, sur une idée de Nikolaï Joukovski, qui approche Mikhaïl Bakounine pour qu'il collabore à la rédaction du journal, et paraît le 1er septembre 1868 aux presses Elpidin à Genève. Le cercle des révolutionnaires russes impliqué dans la rédaction de La Cause du peuple souhaite avant tout promouvoir l'Internationale en Russie. D'autres Russes vivant sur les rives du lac Léman acceptent de se joindre à l'initiative : Zoïa Obolenskaïa, le Polonais Walerian Mroczkowski, Victor et Ekaterina Barteneva, Nicolas et Nathalie Outine, l'imprimeur Mikhaïl Elpidin, et Olga Levacheva (belle-sœur de Joukovski et amante de Nicolas Outine). Bakounine empêche dans un premier temps Nicolas Outine de participer à la première édition du journal, mais Olga Levacheva qui finance l'initiative à hauteur de 1000 roubles insiste lors de la réunion qui se tient chez elle à Vevey en octobre 1868 pour que Bakounine laisse Outine participer à part égale. Bakounine, Joukovski et Elpidin se retirent alors. Bakounine et Nikolaï Joukovski écrivent deux des quatre articles publiés dans le premier numéro, avant que Nicolas Outine ne prenne la main sur l'éditorial. Anton Trusov, un imprimeur de Paris est approché pour prendre la relève après Elpidin. Le Suisse Edouard Bongard rejoint le groupe reconstitué. De ce groupe seront issues les personnes .
Dans le premier numéro, Joukovski décrit le journal comme matérialiste, athéiste et en faveur de la libération socio-économique du peuple. Bakounine quant à lui déclare que le but du peuple russe est « terre et liberté », une référence aux idées de Nikolaï Tchernychevski et à Zemlia i Volia.
Le projet de La Cause du peuple est de démontrer que si la lutte paysanne en Russie prend des formes différentes de celle qui est décrite par Marx, elle n'en relève pas moins de la même promotion de la collectivisation des moyens de production. Pour Tchernychevski la Russie peut sauter l'étape du développement capitaliste et passer directement au socialisme Ainsi la déclaration d'intention du premier numéro affirme :

« Comme base de la justice économique, nous proposons deux thèses fondamentales : la terre appartient à ceux qui la travaillent de leurs propres mains : aux communes agricoles. Le capital et tous les outils de travail [appartiennent aux] travailleurs : aux associations de travailleurs. »

Le deuxième numéro comprend une note en fin du journal de Bakounine indiquant qu'il ne participe plus à la rédaction. Le nouveau groupe apporte la première mention de la lutte des classes selon une conception marxiste parmi les révolutionnaires russes. Si l'idée de la lutte des classes était connue en Europe, c'est la première fois que les révolutionnaires russes s'en saisissent. cette position se confirme par une adresse de Narodnoïe Delo aux congrès des étudiants de Ghent en décembre 1868, adresse rédigée par Outine sur demande expresse de Marx, discutée pendant le congrès et republiée dans un journal bruxellois en 1869. Le groupe prend dès lors une orientation que l'on peut qualifier de marxiste.

##### Représentations aux débuts de l'Internationale

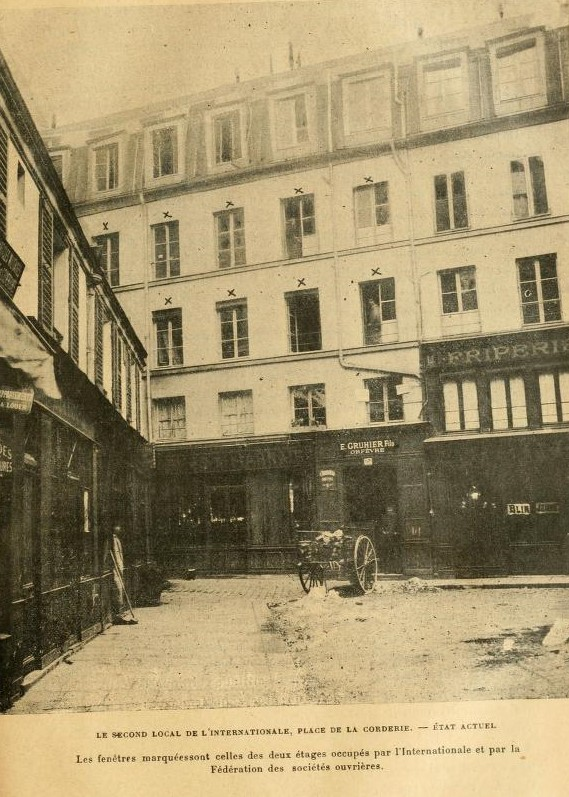
Second local de l'AIT (1901), place de la Corderie (Paris). Les fenêtres marquées d'une croix marquent l'emplacement dans le bâtiment des locaux de l'Internationale et de la Fédération des sociétés ouvrières.

Le développement de l'Internationale est encore modeste. À ce premier congrès participent soixante délégués représentent 25 sections et 11 sociétés adhérentes provenant de France, de Suisse, d'Allemagne et d'Angleterre, représentant 25173 adhérents en tout. Pour la France, seules trois grandes cités ouvrières sont représentées. Paris envoie 11 délégués menés par Henri Tolain, dont Zéphyrin Camélinat, Benoit Malon, Eugène Varlin, Édouard Fribourg et Murat…), Rouen envoie Émile Aubry, ouvrier lithographe et Lyon quatre délégués, parmi lesquels le teinturier Albert Richard, . Les Suisses sont 33 et constituent une majorité menée par le docteur Coullery, ils viennent de Genève (Johann-Philip Becker), Lausanne, Montreux, Neuchâtel (James Guillaume), La Chaux-de-Fonds, Saint-Imier (Adhémar Schwitzguébel), Bienne, Zurich et Bâle. Pour l'Allemagne : Stuttgart, Magdebourg et Cologne. Pour l'Angleterre, les tailleurs londoniens envoient un délégué tandis que la section française de Londres est représentée par Eugène Dupont. Enfin, le Conseil général a délégué cinq de ses membres, parmi lesquels figurent George Odger, Hermann Jung, Cremer ou encore Johann Eccarius. Les Belges, Italiens et Allemands sont absents en raison de la guerre austro-prussienne.

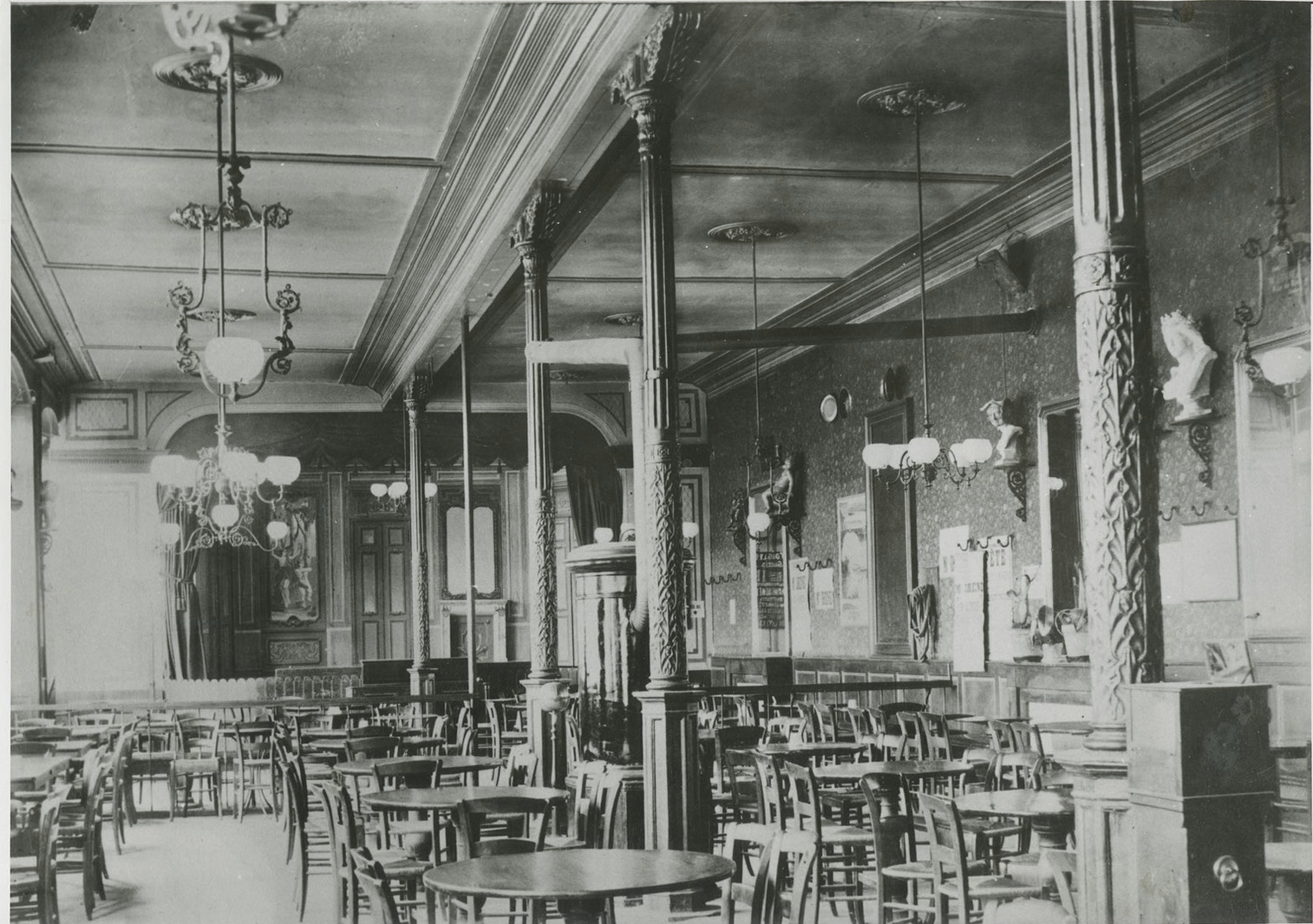
Brasserie Treiber à Genève avant 1895. À son emplacement se tient l'Institut Jacques Dalcroze

Après un défilé de mille personnes, le congrès se tient à la brasserie Treiber (disparue dans un incendie en 1895),, rue de la Terrassière dans le quartier des Eaux-Vives. Hermann Jung en est le président et Johann Philipp Becker prononce le discours d'ouverture. Des tensions naissent lorsque le groupe des «Gravilliers» croise Eugène Protot et Alphonse Humbert et leur petit groupe d'étudiants blanquistes, venus là pour confronter Henri Tolain.
À Genève est notamment adoptée la revendication de la limitation du temps de travail journalier à 8 heures maximum. La majorité des délégués français, les mutuellistes proudhoniens, s'oppose au travail des femmes. Le congrès traite d'autres sujets, les grèves, la solidarité internationale entre travailleurs, et le travail des femmes et des enfants.

Ancien Temple Unique vers 1870 à Genève, siège de la première internationale.

Le siège de la première internationale est situé dans l'ancien temple unique, un ancien temple maçonnique, racheté en 1873 par l'église catholique et renommé Église du Sacré Cœur en 1873,

### Développement de l’Internationale

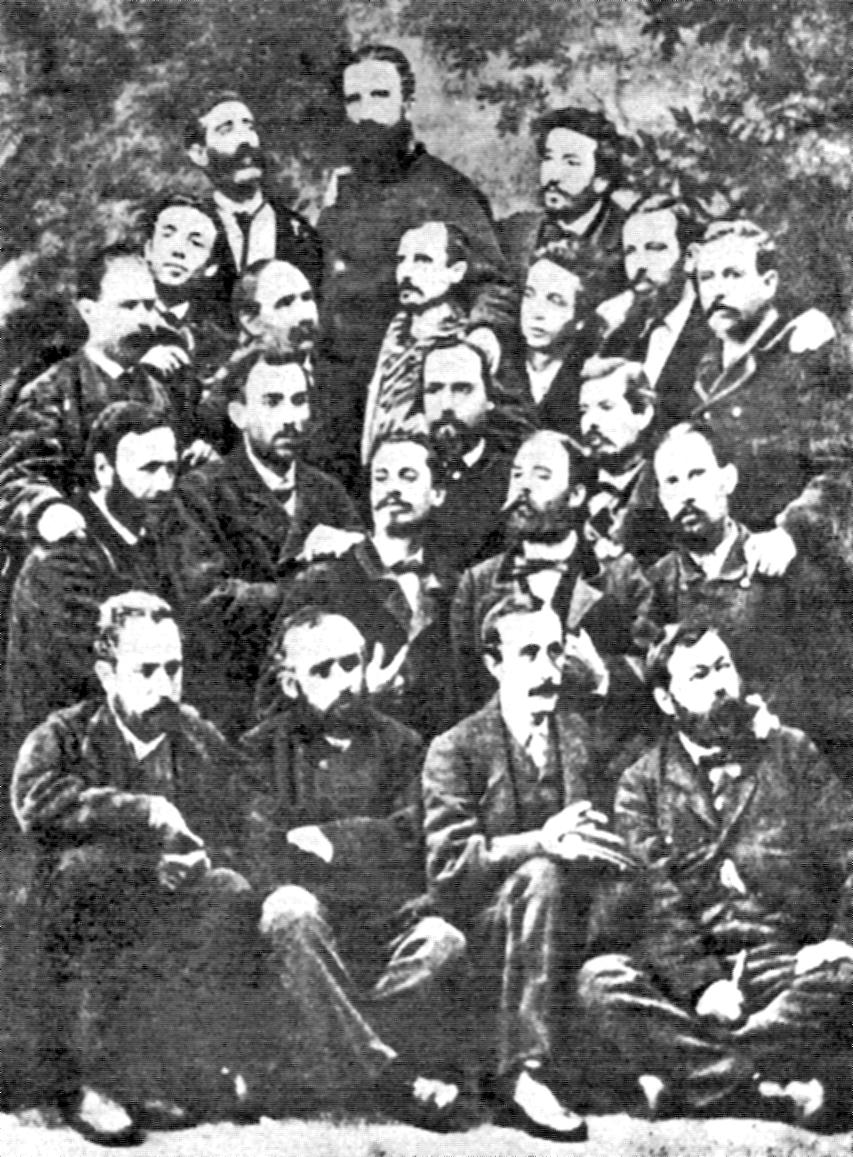
Le groupe fondateur de la Première Internationale à Madrid autour de Giuseppe Fanelli.

Dans les luttes quotidiennes, l’AIT soutient les mouvements et luttes des travailleurs, les luttes pour le suffrage universel, pour la réduction du temps de travail, contre le travail des enfants.
Sa presse était principalement développée au Royaume-Uni, en Suisse, et en Belgique - de façon moindre en France et en Allemagne du fait de la censure et de la limitation, voire de l’interdiction, du droit de réunion. Plusieurs procès eurent lieu contre des militants de l’Internationale, par exemple en France où quinze membres de l’AIT furent condamnés à trois mois d’emprisonnement et 100 francs d’amende chacun pour « constitution interdite d’association de plus de vingt personnes ».
La Première Internationale se trouve au bout de quelques années divisée entre « mutuellistes » et « collectivistes » (ou « communistes »). Ainsi, le deuxième congrès qui s'ouvre à Lausanne le 2 septembre 1867 est traversé par des divergences entre les mutuellistes suisses et français et les collectivistes anglais et allemands. Et, à l'occasion d'une motion finale, il est acquis que « l'émancipation sociale des travailleurs est inséparable de leur émancipation politique ».
Dès la fin de l'année 1867, le gouvernement français décide de contrer le développement de l'Internationale. Lors des premières poursuites (février 1868), Henri Tolain et la commission parisienne démissionnent. Ils personnifiaient le mutuellisme proudhonien méfiant à l'égard des grèves, hostile aux institutions étatiques, favorable au maintien de la femme au foyer — base de la famille. Ceux qui vont prendre le relais, avec Eugène Varlin à leur tête, prétendent dépasser le mutuellisme qui, selon eux, se doit de déboucher sur le collectivisme et le syndicalisme. Dans la section française, un collectivisme anti-étatique succède au mutuellisme.
Le IIIe congrès qui se déroule du 6 au 13 septembre 1868 à Bruxelles, réunit des délégués venus de Belgique, de France, du Royaume-Uni, d’Allemagne, d’Italie, de Suisse, d’Espagne. Le congrès qui marque la prédominance des idées syndicalistes et collectivistes adopte la grève générale comme l’unique moyen d’empêcher la guerre et d’assurer la paix. L’Association internationale des travailleurs y déclare qu’elle « n’est fille ni d’une secte, ni d’une théorie. Elle est le produit spontané du mouvement prolétaire » (texte écrit par Karl Marx).
En 1868, Bakounine adhère à la section suisse de l’AIT, et en 1869 l’AIT intègre les membres de son Alliance démocratique sociale (qui déclare s’auto-dissoudre afin d’intégrer l’Internationale). Bakounine écrit à Marx le 22 décembre 1868 : « Ma patrie maintenant, c’est l’Internationale, dont tu es l’un des principaux fondateurs. Tu vois donc, cher ami, que je suis ton disciple, et je suis fier de l’être ».
L’AIT, qui regroupe alors les différentes tendances du socialisme, va progressivement se trouver divisée entre « marxistes » et « anarchistes » de tendance bakouniniste. Errico Malatesta commentera ainsi plus tard cette division : « Nous voulions, par une action consciente, imprimer au mouvement ouvrier la direction qui nous semble la meilleure, contre ceux qui croient au miracle de l'automatisme et aux vertus de la masse travailleuse… Nous qui dans l'Internationale, étions désignés sous le nom de bakouninistes, et étions membres de l'Alliance, nous criions très fort contre Marx et les marxistes parce qu'ils tentaient de faire triompher dans l'Internationale leur programme particulier ; mais à part la loyauté des moyens employés et sur lesquels il est maintenant inutile d'insister, nous faisions comme eux, c'est-à-dire que nous cherchions à nous servir de l'Internationale pour atteindre nos buts de parti. » (Volonta, 1914).

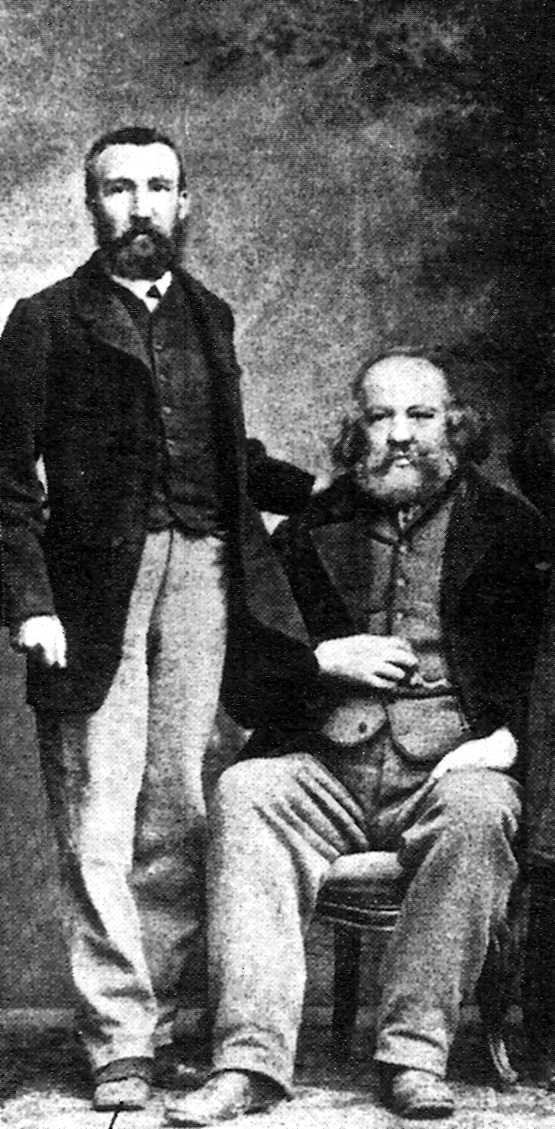
Michel Bakounine et Charles Perron au congrès de Bâle en 1869.

Lors du IVe congrès de Bâle (6-12 septembre 1869), on peut apprécier le poids respectif de chacune des sensibilités. À partir de votes sur des motions ou amendements présentés par ces divers « courants », on peut établir le « rapport de force » comme suit[réf. nécessaire] :
- 63 % des délégués de l'AIT se regroupent sur des textes collectivistes dits « anti-autoritaires » (« bakouninistes ») ;
- 31 % se regroupent sur des textes collectivistes dits « marxistes » ;
- 6 % maintiennent leurs convictions mutuellistes (proudhoniens).

Les deux premières sensibilités se retrouvent sur une proposition ayant trait à la socialisation du sol. Enfin, et à l'unanimité, le congrès décide d'organiser les travailleurs dans des sociétés de résistance (syndicats).
À partir de cette période, Marx et Bakounine, qui se connaissaient depuis de nombreuses années, commencent à se méfier l’un de l’autre. « Ce Russe, cela est clair, veut devenir le dictateur du mouvement ouvrier européen. Qu'il prenne garde à lui, sinon il sera excommunié » (lettre du 27 juillet 1869 de Marx à Friedrich Engels). « Il pourrait arriver et même dans un très bref délai, que j'engageasse une lutte avec lui [Marx]… pour une question de principe, à propos du communisme d'État… Alors, ce sera une lutte à mort » (lettre du 28 octobre 1869 de Bakounine à Herzen — il faut cependant remarquer que dans la même lettre, Bakounine écrit à propos de Marx : « nous ne saurions méconnaître, moi du moins, les immenses services rendus par lui à la cause du socialisme, qu’il sert avec intelligence, énergie et sincérité depuis près de vingt cinq ans, en quoi il nous a indubitablement tous surpassés »).
En 1870 à Genève, Élisabeth Dmitrieff et Nicolas Outine travaillent à la section russe de l'AIT, Dmitrieff fondant une section des dames. Les deux co-dirigent également le journal La voix du peuple,. Élisabeth Dmitrieff est envoyée à Paris le 28 mars 1871 en tant que représentante du Conseil général de l'Internationale pour observer les évènements de la Commune de Paris et fournir des rapports à Karl Marx qui souhaite être tenu informé des évènements.
En juillet 1870, l'internationale dénonce la guerre entre la France et la Prusse : « une fois encore, sous prétexte d'équilibre européen, d'honneur national, des ambitions politiques menacent la paix du monde. Travailleurs français, allemands, espagnols, que nos voix s'unissent dans un cri de réprobation contre la guerre ! (…) La guerre ne peut être aux yeux des travailleurs qu'une criminelle absurdité ».
La guerre de 1870 et la Commune n'allaient que retarder le dénouement de cette opposition. En effet, les événements empêchent la tenue du Ve congrès qui devait s'ouvrir à Paris en septembre 1870.
En France, les militants de l’Internationale participent activement aux Communes de Lyon, Marseille, Paris, le Creusot, Saint-Etienne et Besançon, et nombre d’entre eux sont tués lors de la répression sanglante qui suit la défaite. De très nombreux militants de l’AIT sont exécutés, de nombreux survivants condamnés à l’exil.
Dans le même temps, en avril 1870, lors du congrès régional de la fédération romande, va se produire une scission : les délégués suisses vont se diviser sur l'attitude à adopter à l'égard des gouvernements et des partis politiques. Quelques phrases extraites des deux résolutions divergentes expriment bien cette opposition qui, de locale, allait gagner tout le mouvement. Pour les bakouninistes,

« toute participation de la classe ouvrière à la politique bourgeoise gouvernementale ne peut avoir d'autre résultat que la consolidation de l'ordre des choses existant, ce qui paralyserait l'action révolutionnaire socialiste du prolétariat. Le congrès romand commande à toutes les sections de l'AIT de renoncer à toute action ayant pour but d'opérer la transformation sociale au moyen des réformes politiques nationales, et de porter toute leur activité sur la constitution fédérative de corps de métiers, seul moyen d'assurer le succès de la révolution sociale. Cette fédération est la véritable représentation du travail, qui doit avoir lieu absolument en dehors des gouvernements politiques. »

À l'inverse, les « marxistes » affirment :

« l'abstention politique est funeste par ses conséquences pour notre œuvre commune. Quand nous professons l'intervention politique et les candidatures ouvrières, nous voulons seulement nous servir de cette représentation comme d'un moyen d'agitation qui ne doit pas être négligé dans notre tactique. Nous croyons qu'individuellement chaque membre doit intervenir, autant que faire se peut, dans la politique. »

Le Conseil général de Londres va tenter d'éviter l'affrontement, et rappelle aux bakouninistes que les statuts de l’AIT considèrent l'action politique comme un moyen d'émancipation. Mais, rapidement, ce conflit va déborder les frontières suisses. Les « bakouninistes », désormais appelés « jurassiens », vont rencontrer d'actives sympathies en France, en Espagne et en Belgique. Des tentatives de conciliation au sein des sections romandes, puis à la conférence de Londres en 1871, vont échouer. Le Conseil général de Londres enjoint alors aux jurassiens de se fondre dans la fédération agréée de Genève. Au nom du principe statutaire d’autonomie, les jurassiens s'obstinent, et refusent qu’il y ait une seule section suisse de l’Internationale.

### Scission
Dès le 6 septembre 1871, les jurassiens se mettent en marge de l'AIT en adoptant de nouveaux statuts, et en contestant le conseil général qu’ils qualifient de « hiérarchique et autoritaire ».
Dans Les Prétendues scissions dans l'Internationale, le conseil général dénonce les méthodes des « jurassiens », membres de l’Alliance démocratique sociale : « Tous les socialistes entendent par anarchie ceci : le but du mouvement prolétaire, l’abolition des classes, une fois atteint, le pouvoir de l’État qui sert à maintenir la grande majorité productrice sous le joug d’une minorité exploitante peu nombreuse, disparaît et les fonctions gouvernementales se transforment en de simples fonctions administratives. L’Alliance prend la chose au rebours. Elle proclame l’Anarchie dans les rangs prolétaires comme le moyen le plus infaillible de briser la puissante concentration des forces sociales et politiques entre les mains des exploiteurs. Sous ce prétexte, elle demande à l’Internationale, au moment où le vieux monde cherche à l’écraser, de remplacer son organisation par l’Anarchie. » (Les Prétendues scissions dans l'Internationale, texte adopté par le conseil général, essentiellement rédigé par Karl Marx. Publié à Genève, 1872).
La scission aura lieu début septembre 1872 lors du VIIIe congrès, à La Haye. Le lieu du congrès suscite déjà des oppositions (nombre de fédérations pensaient qu'il se tiendrait en Suisse). Les jurassiens mandatent impérativement James Guillaume et Adhémar Schwitzguébel pour présenter leur motion « antiautoritaire » au congrès officiel et se retirer en cas de vote négatif. Le congrès regroupe 65 délégués d'une dizaine de pays. Du fait du maintien officieux de leur structure internationale autonome (l’Alliance démocratique sociale), Bakounine et Guillaume sont exclus. Le conseil général est transféré à New York. Des militants et des fédérations se solidarisent avec les exclus et quittent alors l'AIT.
Après l’affaiblissement dû à la répression qui suit l’échec de la Commune, cette scission sera fatale à la Première Internationale, qui va s'éteindre progressivement.

### Dislocation de l’AIT
Une Internationale dite « antiautoritaire » va naître. La Fédération jurassienne sera le point de regroupement des fédérations hostiles au conseil général. C'est autour d'elle que va mûrir l'idéologie anarchiste qui se revendique alors du nom de « collectivisme révolutionnaire », se voulant le promoteur d'un système économique autogéré en dehors de toute autorité, de toute centralisation, de tout État. La constitution de cette nouvelle Internationale a lieu à Saint-Imier le 15 septembre 1872. Y sont représentées les fédérations espagnoles, italiennes et jurassiennes, plusieurs sections françaises et deux sections d'Amérique. Le congrès de Saint-Imier se donne comme objectif « la destruction de tout pouvoir politique par la grève révolutionnaire ».
Le 27 avril 1873 l'Internationale antiautoritaire convoque à Neuchâtel un « VIe congrès de l'AIT », auquel assistent des délégués représentant les fédérations d'Angleterre, de Belgique, de Hollande, de Suisse, d'Espagne, d'Italie et de France. Le congrès se prononce pour l'abolition complète de tout conseil général et, a contrario, pour l'autonomie des fédérations. Pour compléter la structure organisationnelle de l'association, il est décidé qu'en dehors des congrès, les tâches de coordination seront confiées au bureau d'une fédération.
C'est au moment où il voyait ses idées triompher que Bakounine décida de se retirer : « J'ai la conviction que le temps des grands discours théoriques est passé. Dans les neuf dernières années, on a développé au sein de l'Internationale plus d'idées qu'il n'en faudrait pour sauver le monde, si les idées seules pouvaient le sauver. Ce qui importe avant tout aujourd'hui, c'est l'organisation des forces du prolétariat ».
L'Internationale « officielle » dénonce cette scission. Le conseil général convoque un congrès général le 8 septembre 1873, à Genève. Les trente délégués qui y assistent ne représentent presque qu'eux-mêmes. « Le fiasco du congrès de Genève était inévitable…. Les événements et l’inévitable évolution et involution des choses pourvoiront d’eux-mêmes à une résurrection de l’Internationale » (lettre de Marx à Friedrich Sorge du 27 septembre 1873 - Marx était lui-même absent à ce congrès, comme à quasiment tous les congrès de l’AIT). « La vieille internationale est complètement finie et a cessé d'exister » (lettre d'Engels à Sorge du 12 septembre 1873). Le 15 juillet 1876, le congrès réuni à Philadelphie décide l'auto-dissolution de l’Internationale.
Entre-temps, l'Internationale scissionniste poursuit sa structuration. Un « VIIe congrès de l'Internationale » se réunit à Bruxelles du 7 au 12 septembre 1874. On en retiendra que l'Italie, disant suivre en cela les recommandations de Bakounine, décide de se préparer à passer aux actes. À l'opposé, sous l'influence de la section belge, un rapprochement est estimé utile avec les partis démocratiques et socialistes. Ce débat va se clarifier peu à peu durant les trois années suivantes. Il aboutira de fait à la dislocation de cette nouvelle Internationale.
C'est ainsi que durant le « VIIIe congrès » (26/27 octobre 1876 à Berne), César De Paepe et la section belge font admettre le projet de convocation d'un congrès socialiste auquel assisteraient des représentants des organisations communistes. Les italiens, quant à eux, ont décidé de passer à l'action en utilisant la tactique du « fait insurrectionnel ». Ce sera l'épopée du Bénévent en avril 1877 et son échec : une trentaine d'anarchistes armés occupent deux villages, en brûlent les archives et « décrètent » la révolution. Une semaine plus tard, les insurgés, transis et affamés seront capturés sans offrir de résistance. Mais cet échec ne fut pas sans lendemain. Au mois de juin de la même année, Costa et Paul Brousse définissent et expliquent ce que sera la « propagande par le fait ». Le courant anarcho-syndicaliste était alors trop faible pour mettre en avant ses théories d'actions auto-gestionnaires ou communalistes.
À l'inverse, la minorité anarchiste politiquement pure et dure, s'affirmait. Elle avait pour elle la caution des derniers messages de Bakounine qu'elle interprétait souvent étroitement ; elle s'appuyait aussi sur l'attrait qu'exerçaient alors en Europe, les pratiques violentes des nihilistes russes. Ces divergences sur la stratégie à adopter vont aboutir à des prises de positions extrêmes. Lorsque les fédérations belges, hollandaises et anglaises s'accordent pour revenir à une conception plus politique, plus légaliste de l'action, Kropotkine, dans le journal Le Révolté, affirme qu'il est nécessaire de promouvoir « la révolte permanente par la parole, par l'écrit, par le poignard, le fusil, la dynamite… »,,,,,
Le « IXe congrès » tenu à Verviers en 1877, regroupe en fait onze délégations acquises aux nouvelles idées radicales. Les représentants des fédérations d'Italie, de France, d'Allemagne, de Suisse, d'Égypte et de Grèce ne vont s'entendre que pour s'opposer négativement à la tendance qui avait prôné le rapprochement vis-à-vis des partis : « Tous les partis forment une masse réactionnaire… il s'agit de les combattre tous ». L'entente était donc impossible avec les trente cinq délégués « marxistes » et socialistes qui se réunissent quelques jours après à Gand lors du congrès socialiste universel. Les délégués du congrès de Verviers y sont minoritaires. Ils voient la fédération belge et les sections flamandes quitter leur internationale, considérée comme annexée par les libertaires, pour se rallier au marxisme. « Le congrès de Gand a eu au moins cela de bon que Guillaume et compagnie ont été totalement abandonnés par leurs anciens alliés ». (lettre de Marx à Sorge du 27.09.1877).
Les militants anarchistes les plus actifs se tournent vers un type d'actions individuelles, la propagande par le fait, qui va les couper du mouvement ouvrier. La Fédération jurassienne, encore la plus active, estime même inutile de préparer le congrès prévu en 1878.

## Postérité de la Première Internationale
Quelques années après la disparition de l'AIT, les partis sociaux-démocrates se regroupent dans l'Internationale ouvrière (dite « Deuxième Internationale »), sous l'impulsion notamment de Friedrich Engels.
Les organisations syndicales le feront quelques années plus tard au sein de la Fédération syndicale internationale.
Certains anarcho-syndicalistes se regroupent au sein d'une nouvelle Association internationale des travailleurs, fondée en 1923 à Berlin.